# サジェクション
サジェクション（Shadjection）とは、Shadow（影）＋Projection（投影）から作られた造語である。所謂「影遊び」のことを指す言葉である。
2024年にFicxMoC（フィックモック）が作った言葉で主にキャンプの夜の遊びとして浸透している。
キャンプギアの柄をライトを使ってテントやタープ、地面等に投影することで自分なりのオリジナリティの演出ができる。またその「サジェクション」という言葉を用いることにより、連帯感となり仲間が増えるきっかけとなる。
サジェクションは投影物と光源だけあればいつでもどこでも遊べる手軽さが特徴である。プロジェクターまでは要らない単純な投影を必要とする場合に最適で、アウトドアに限らずインテリアとしても楽しまれている。